# Lukas Paolo Domevscek
Lukas Paolo Domevscek (* 10. Juni 1999 in Villach) ist ein österreichischer Handballspieler.

## Karriere
Domevscek begann in seiner Jugend beim UHC Villach Handball zu spielen. In der Saison 2017/18 lief er sowohl für den HC Kärnten in der HLA Challenge, als auch für den UHC Villach in der Landesliga, auf. Seit der Saison 2018/19 läuft der Torhüter für den UHK Krems in der HLA Meisterliga auf. 2018/19 und 2019/20 lief Domevscek außerdem für die Wachauer im Jugendbereich auf. In der Saison 2019/20 war er zusätzlich für Union St. Pölten in der HLA Challenge und deren unter 20-Bewerb aktiv. Mit den Kremsern feierte er 2018/19 und 2021/22 den österreichischen Meistertitel und 2018/19 den Cupsieg. 2024/25 feierte Domevscek mit Krems seinen dritten Meistertitel.

## Erfolge
- UHK Krems
  - 3× Österreichischer Meister 2018/19, 2021/22, 2024/25
  - 1× Österreichischer Pokalsieger 2018/19